# Desis kenyonae
Desis kenyonae is een spinnensoort in de taxonomische indeling van de Desidae.
Het dier behoort tot het geslacht Desis. De wetenschappelijke naam van de soort werd voor het eerst geldig gepubliceerd in 1902 door Reginald Innes Pocock.